# ブランドン・マイケル・スミス
ブランドン・マイケル・スミス（Brandon Mychal Smith, 1989年5月29日 - ）は、アメリカ合衆国の俳優である。

## 出演作品

### テレビ
- めっちゃ ソー・ランダム（ニコ・ハリス）
- サニーwithチャンス（ニコ・ハリス）
- スターにアイ･ラブ･ユー

### 映画
- ギャングスターズ 明日へのタッチダウン
- ジェームス・ブラウン 最高の魂を持つ男
- アメリカで最も嫌われた女性